# Select (musikalbum)
Select är den brittiska sångerskan Kim Wildes andra studioalbum, utgivet 1982 och producerat av Ricky Wilde. Albumet nådde andra plats på Sverigetopplistan.

## Låtförteckning
Alla låtar är komponerade Marty Wilde och Ricky Wilde, där ej annat anges.
Sida A
1. "Ego" — 4:11
2. "Words Fell Down" — 3:31
3. "Action City" — 3:25
4. "View From a Bridge" — 3:32
5. "Just a Feeling" — 4:12

Sida B
1. "Chaos at the Airport" — 3:20
2. "Take Me Tonight" — 3:56
3. "Can You Come Over" — 3:35
4. "Wendy Said" — 3:49
5. "Cambodia + Reprise" — 7:13

Bonuslåtar (Remastrad CD-utgåva 2009)
1. "Watching for Shapes" ("Cambodia" B-sida) — 3:42
2. "Cambodia (single version)" — 3:57
3. "Child Come Away" — 4:05
4. "Just Another Guy" ("Child Come Away" B-sida) — 3:19
5. "Bitter Is Better" (Masami Tsuchiya, Bill Crunchfield) — 3:43